# Marc-André Bergeron
Marc-André Bergeron, född 13 oktober 1980 i Saint-Louis-de-France, Québec, är en kanadensisk professionell ishockeyspelare som spelar för Cleveland Monsters i AHL.
Bergeron har tidigare spelat för NHL-lagen Edmonton Oilers, New York Islanders, Anaheim Ducks, Minnesota Wild, Montreal Canadiens, Tampa Bay Lightning och Carolina Hurricanes. Säsongen 2004–05 spelade han 10 matcher för Brynäs IF i Elitserien.

## Spelstil
Marc-André Bergeron är framförallt en offensivt skicklig back och något av en power play-specialist. Han har även spelat vänsterforward.

## Statistik
LNAH = Ligue Nord-Américaine de Hockey
| 1997–98    | Baie-Comeau Drakkar         | QMJHL      | 40  | 6  | 14  | 20  | 48  | —  | — | —  | —  | —  |
| 1998–99    | Baie-Comeau Drakkar         | QMJHL      | 46  | 8  | 14  | 22  | 57  | —  | — | —  | —  | —  |
| 1998–99    | Shawinigan Cataractes       | QMJHL      | 24  | 6  | 7   | 13  | 66  | 5  | 2 | 2  | 4  | 24 |
| 1999–00    | Shawinigan Cataractes       | QMJHL      | 70  | 24 | 50  | 74  | 173 | 13 | 4 | 7  | 11 | 45 |
| 2000–01    | Shawinigan Cataractes       | QMJHL      | 69  | 42 | 69  | 111 | 185 | 10 | 4 | 11 | 15 | 24 |
| 2001–02    | Hamilton Bulldogs           | AHL        | 50  | 2  | 13  | 15  | 61  | 9  | 1 | 4  | 5  | 8  |
| 2002–03    | Hamilton Bulldogs           | AHL        | 66  | 8  | 31  | 39  | 73  | 20 | 0 | 7  | 7  | 25 |
| 2002–03    | Edmonton Oilers             | NHL        | 5   | 1  | 1   | 2   | 9   | 1  | 0 | 1  | 1  | 0  |
| 2003–04    | Edmonton Oilers             | NHL        | 54  | 9  | 17  | 26  | 26  | —  | — | —  | —  | —  |
| 2003–04    | Toronto Roadrunners         | AHL        | 17  | 4  | 3   | 7   | 23  | —  | — | —  | —  | —  |
| 2004–05    | Trois-Rivières Caron & Guay | LNAH       | 10  | 7  | 5   | 12  | 6   | —  | — | —  | —  | —  |
| 2004–05    | Brynäs IF                   | Elitserien | 10  | 3  | 2   | 5   | 72  | —  | — | —  | —  | —  |
| 2005–06    | Edmonton Oilers             | NHL        | 75  | 15 | 20  | 35  | 38  | 18 | 2 | 1  | 3  | 14 |
| 2006–07    | Edmonton Oilers             | NHL        | 55  | 8  | 17  | 25  | 28  | —  | — | —  | —  | —  |
| 2006–07    | New York Islanders          | NHL        | 23  | 6  | 15  | 21  | 10  | 5  | 1 | 1  | 2  | 6  |
| 2007–08    | New York Islanders          | NHL        | 46  | 9  | 9   | 18  | 16  | —  | — | —  | —  | —  |
| 2007–08    | Anaheim Ducks               | NHL        | 9   | 0  | 1   | 1   | 4   | —  | — | —  | —  | —  |
| 2008–09    | Minnesota Wild              | NHL        | 72  | 14 | 18  | 32  | 30  | —  | — | —  | —  | —  |
| 2009–10    | Hamilton Bulldogs           | AHL        | 3   | 0  | 6   | 6   | 0   | —  | — | —  | —  | —  |
| 2009–10    | Montreal Canadiens          | NHL        | 60  | 13 | 21  | 34  | 16  | 19 | 2 | 4  | 6  | 10 |
| 2010–11    | Norfolk Admirals            | AHL        | 13  | 2  | 6   | 8   | 6   | —  | — | —  | —  | —  |
| 2010–11    | Tampa Bay Lightning         | NHL        | 23  | 2  | 6   | 8   | 8   | 14 | 2 | 1  | 3  | 9  |
| 2011–12    | Tampa Bay Lightning         | NHL        | 43  | 4  | 20  | 24  | 20  | —  | — | —  | —  | —  |
| 2012–13    | Tampa Bay Lightning         | NHL        | 12  | 1  | 4   | 5   | 4   | —  | — | —  | —  | —  |
| 2012–13    | Carolina Hurricanes         | NHL        | 13  | 0  | 4   | 4   | 5   | —  | — | —  | —  | —  |
| 2013–14    | ZSC Lions                   | NLA        | 46  | 7  | 26  | 33  | 40  | 14 | 2 | 6  | 8  | 31 |
| 2014–15    | ZSC Lions                   | NLA        | 46  | 4  | 16  | 20  | 38  | 11 | 0 | 5  | 5  | 8  |
| NHL totalt | NHL totalt                  | NHL totalt | 490 | 82 | 153 | 235 | 214 | 57 | 7 | 8  | 15 | 39 |